# Escuela de San Víctor
La escuela de San Víctor, a cuyos miembros se les conoce también como Victorinos, fue una escuela teológica y filosófica de la Edad Media, con sede en la Abadía de San Víctor ubicada fuera de los muros de París. Dio origen a algunos de los más importantes filósofos místicos de la época como Hugo y Ricardo de San Víctor.

## Historia
Su creación se atribuye al célebre teólogo y profesor catedralicio de Notre Dame Guillermo de Champeaux, quién tras ser derrotado por Abelardo en una discusión derivada de sus teorías sobre los universales, se retiró a la Abadía de San Víctor en las afueras de París, que ya era una escuela claustral, donde al parecer siguió enseñando desde 1108 hasta 1113, dando origen a la escuela.

## Filosofía
La abadía de San Víctor estaba conformada por canónigos que seguían la regla de San Agustín y dependía de la de San Víctor en Marsella. De ahí la influencia del pensamiento de San Agustín y su método en el pensamiento de la escuela. Tres de sus abades fueron los mejores expositores de la filosofía de esta escuela que se basaba en el conocimiento místico de Dios como base y fin de cualquier otro tipo de conocimiento:
- Hugo de San Víctor (m. en 1141).
- Ricardo de San Víctor (m. 1173).
- Gualterio de San Víctor (m. 1179).
- Godofredo de San Víctor (m. 1194).

Además se enseñaban las disciplinas que conformaban el trivium y otras no religiosas, que en aquella época algunos pensadores y corrientes teológicas consideraban inútiles.